# Оштаріє
45°13′ пн. ш. 15°16′ сх. д. / 45.22° пн. ш. 15.27° сх. д.
Оштаріє (хорв. Oštarije) — населений пункт у Хорватії, у Карловацькій жупанії у складі громади Йосипдол.

## Населення
Населення за даними перепису 2011 року становило 1 444 осіб.
Динаміка чисельності населення поселення: